# Expedición 56
La expedición 56 fue la 56.ª misión de larga duración de la ISS, que comenzó el 3 de junio con el desacoplamiento de la Soyuz MS-07 llevando de vuelta tres integrantes de la expedición anterior y terminó el 4 de octubre de 2018 con la marcha de la Soyuz MS-08. En ella participaron seis astronautas, tres norteamericanos, dos rusos y un alemán. El 8 de junio, con la llegada de la Soyuz MS-09 se completo la tripulación de la expedición. 

## Tripulación
| Posición             | Primera parte (junio de 2018) | Segunda parte (junio a octubre de 2018) |
| -------------------- | ----------------------------- | --------------------------------------- |
| Comandante           | Andrew Feustel                | Andrew Feustel                          |
| Ingeniero de vuelo 1 | Oleg Artemyev                 | Oleg Artemyev                           |
| Ingeniero de vuelo 2 | Richard Arnold                | Richard Arnold                          |
| Ingeniero de vuelo 3 |                               | Sergey Prokopyev                        |
| Ingeniero de vuelo 4 |                               | Alexander Gerst                         |
| Ingeniero de vuelo 5 |                               | Serena M. Auñón                         |

## Insignia
La insignia, diseñada por el hijo del astronauta Drew Feustel, el comandante de la misión, aparece en primer plano una paloma con un ramo de olivo en el pico. Del lado izquierdo, aparece un cohete Soyuz-FG, que transporta las naves Soyuz y los astronautas para la estación espacial, a la derecha. Los nombres de los tripulantes están dispuestos en las alas de la paloma y en la base del emblema sobre el globo terrestre. La paloma está firmemente plantada en la Tierra para representar la fuerte conexión entre el planeta-casa y los humanos que son enviados al cosmos. Seis estrellas y objetos celestes retratan los seis integrantes. La insignia ilustra la esperanza de paz y amor en el mundo y el deseo humano innato de abrir nuestras alas y explorar el futuro construyendo sobre la sabiduría del pasado, para el perfeccionamiento de la Humanidad.

## Misión
Durante la misión y entre otras decenas de experimentos científicos, la tripulación estudió el comportamiento de los átomos en condiciones extremas, investigaron el crecimiento microbiano a bordo de la estación espacial, realizaron pruebas para expandir las capacidades de navegación y prepararse para futuras expediciones lejos de la Tierra y realizaron experiencias y estudios en otras ciencias que fueron de la física a la biología..
Se realizaron dos paseos espaciales, una en junio por los americanos y otra en agosto por los rusos. Durante la primera de ellas, que enfocó en la instalaciones de nuevas cámaras de alta definición en la parte trasera del módulo Harmony, para proporcionar una mejor visión de la aproximación de las futuras naves comerciales tripuladas Dragon 2 y CST-100 Starliner, el comandante Feustel superó las 61 horas de paseos espaciales convirtiéndose en el tercer astronauta con más experiencia en este ámbito.
En la segunda caminata los cosmonautas rusos lanzaron a órbita cuatro cubesats e instalaron el experimento Icarus. La actividad sufrió un retraso cuando el Icarus no pudo ser instalado, dejando la actividad atrasada en la programación y acabaron por pedir una extensión de una hora. Los rusos terminaron la actividad espacial a quitar los experimentos de los módulos de acoplagem  Pirs y del Poisk En junio, julio y septiembre la expedición recibió la visita de tres naves no-tripuladas, respectivamente  SpaceX Dragon CRS-15, Progress MS-09 y la japonesa Kounotori 7, todas ellas con suministros, electrónicos, hardware y equipamientos de logística para la estación.

### Fuga
En 28 de agosto de 2018, se detectó una pequeña fuga por los controladores de vuelo en tierra, debido a caída de la presión del aire. Los astronautas descubrieron un agujero de 2 mm en el módulo orbital de la nave Soyuz MS-09, acoplada a la estación. El agujero fue inicialmente notado con cinta, seguido por una reparación permanente con resina epoxi Como agujero estaba situado en el módulo orbital que iba a ser descartado en la reentrada de la atmósfera y no en el módulo de mando donde los tripulantes viajan, no representaba peligro para la tripulación. Durante la siguiente expedición se haría una inspección externa de la nave.

## Galería

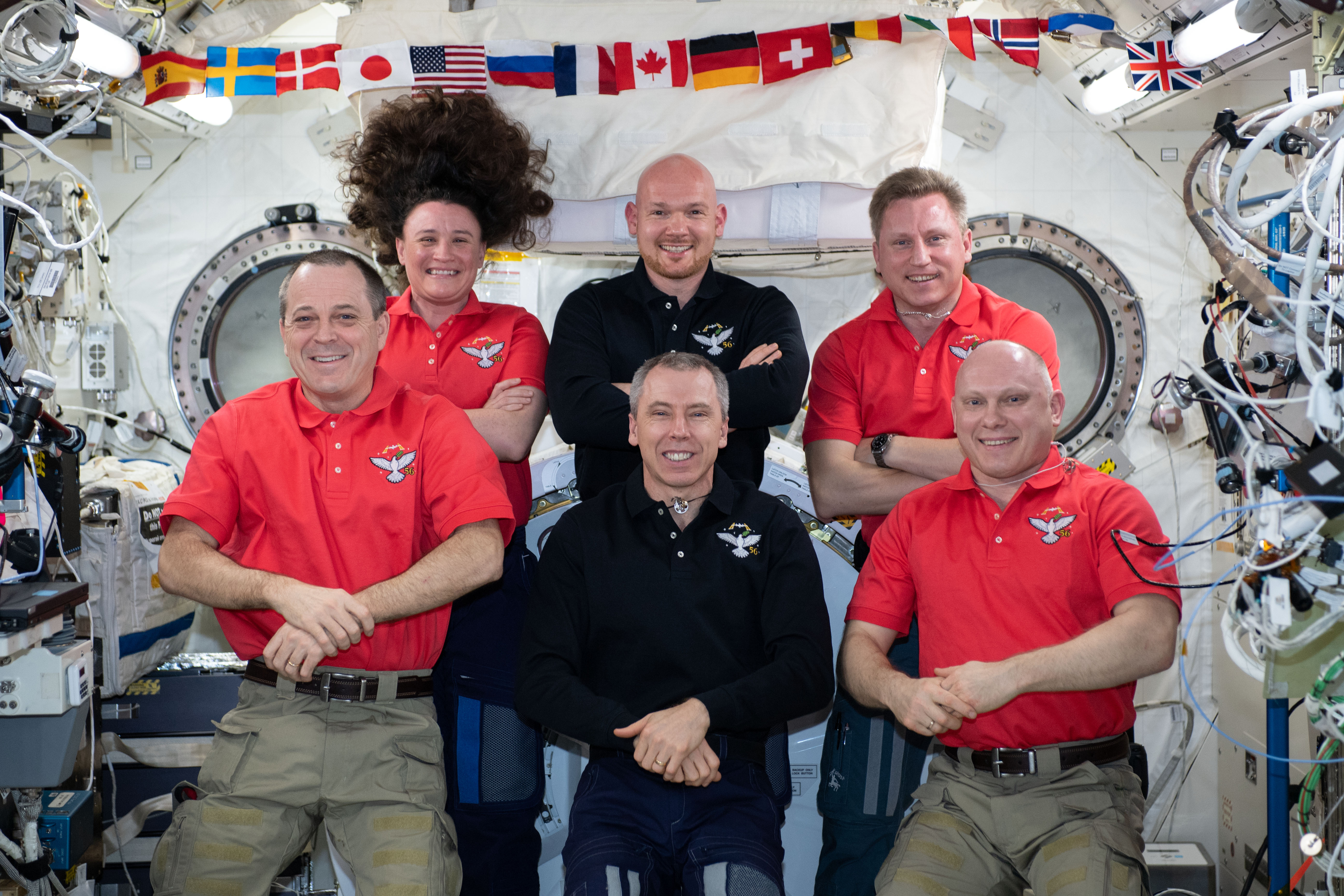
La tripulación se hace un autorretrato dentro do módulo Kibo.
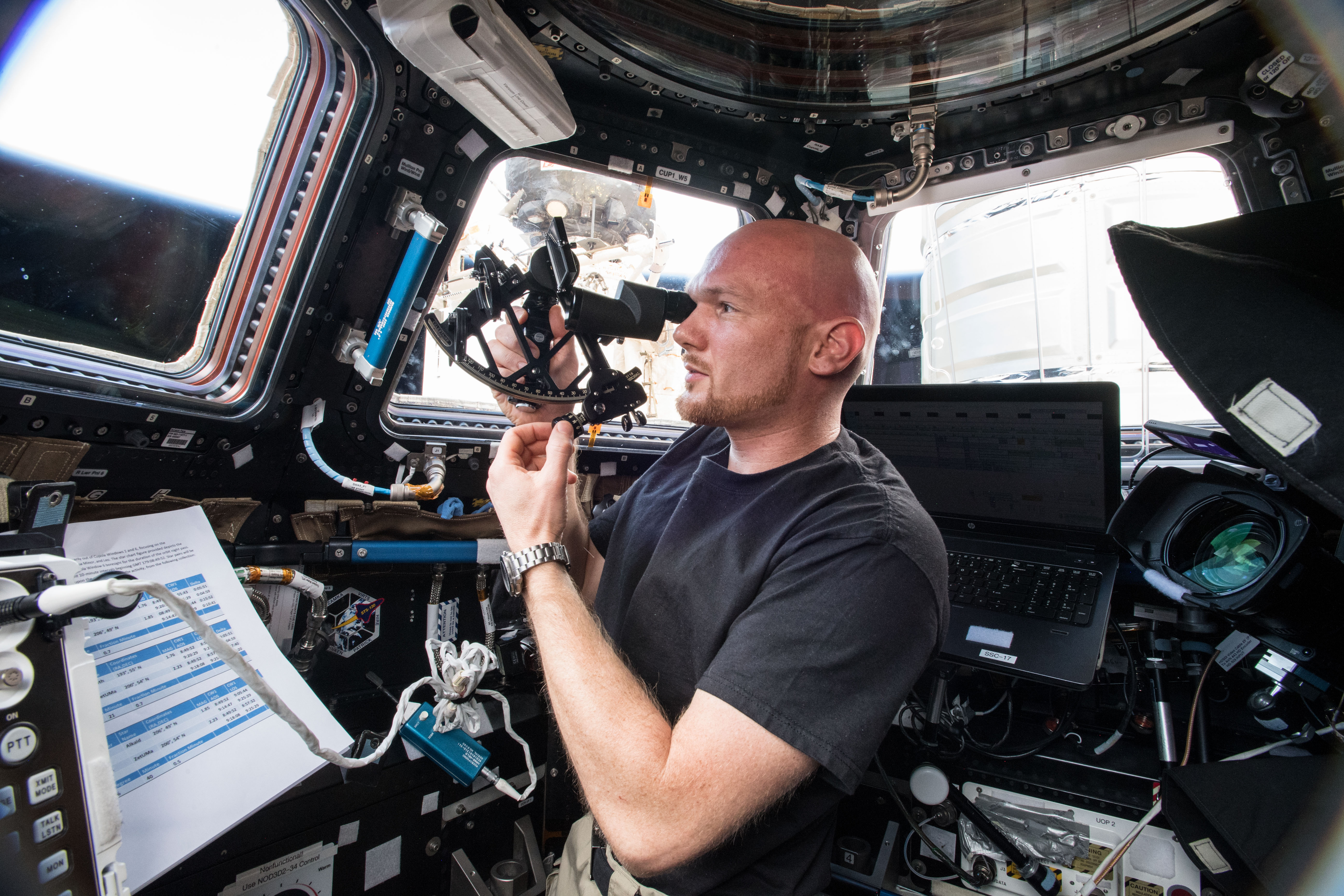
Tripulante usa un sextante en la Cúpula de la estación.
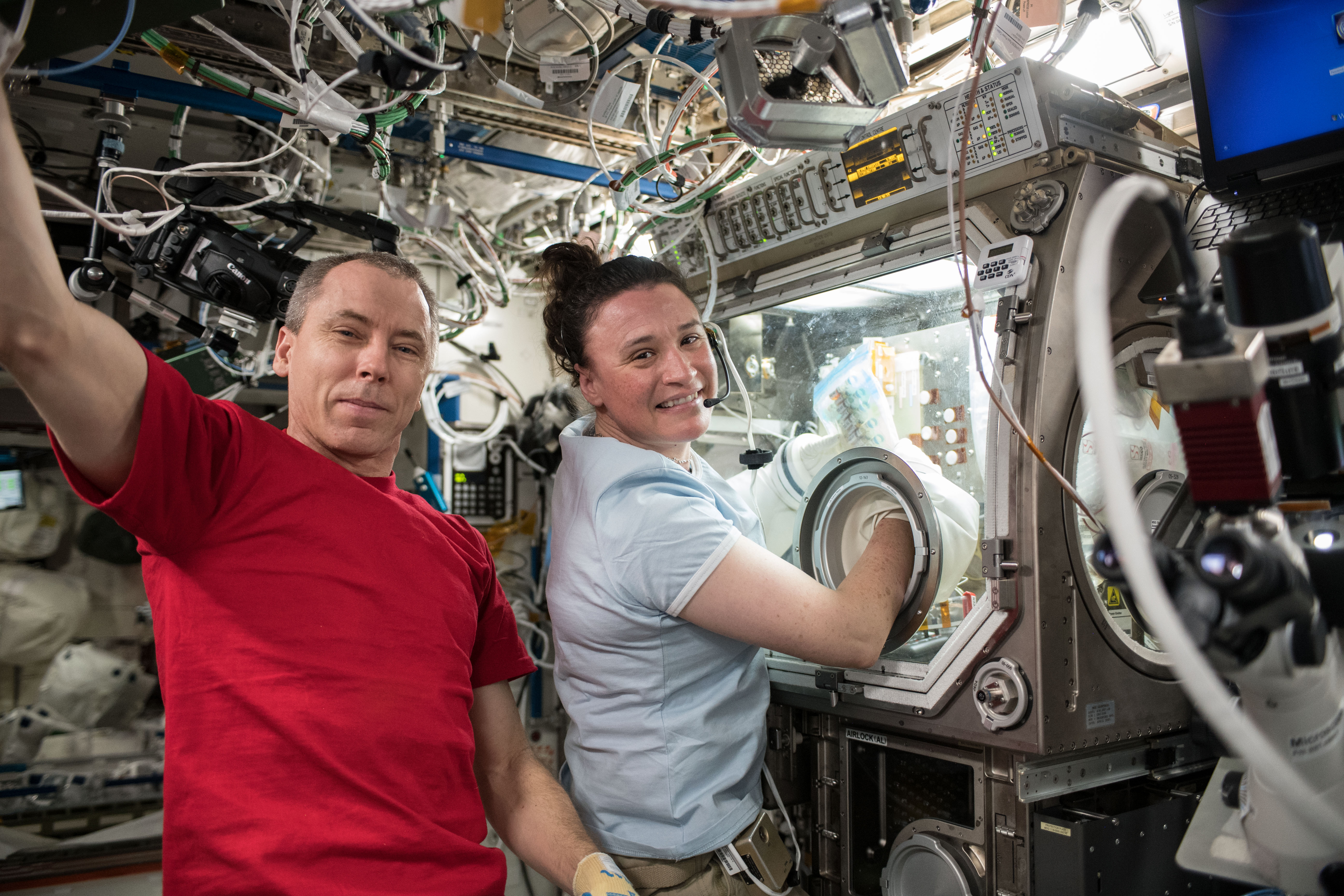
Tripulantes hacen experimentos en el módulo Destiny.
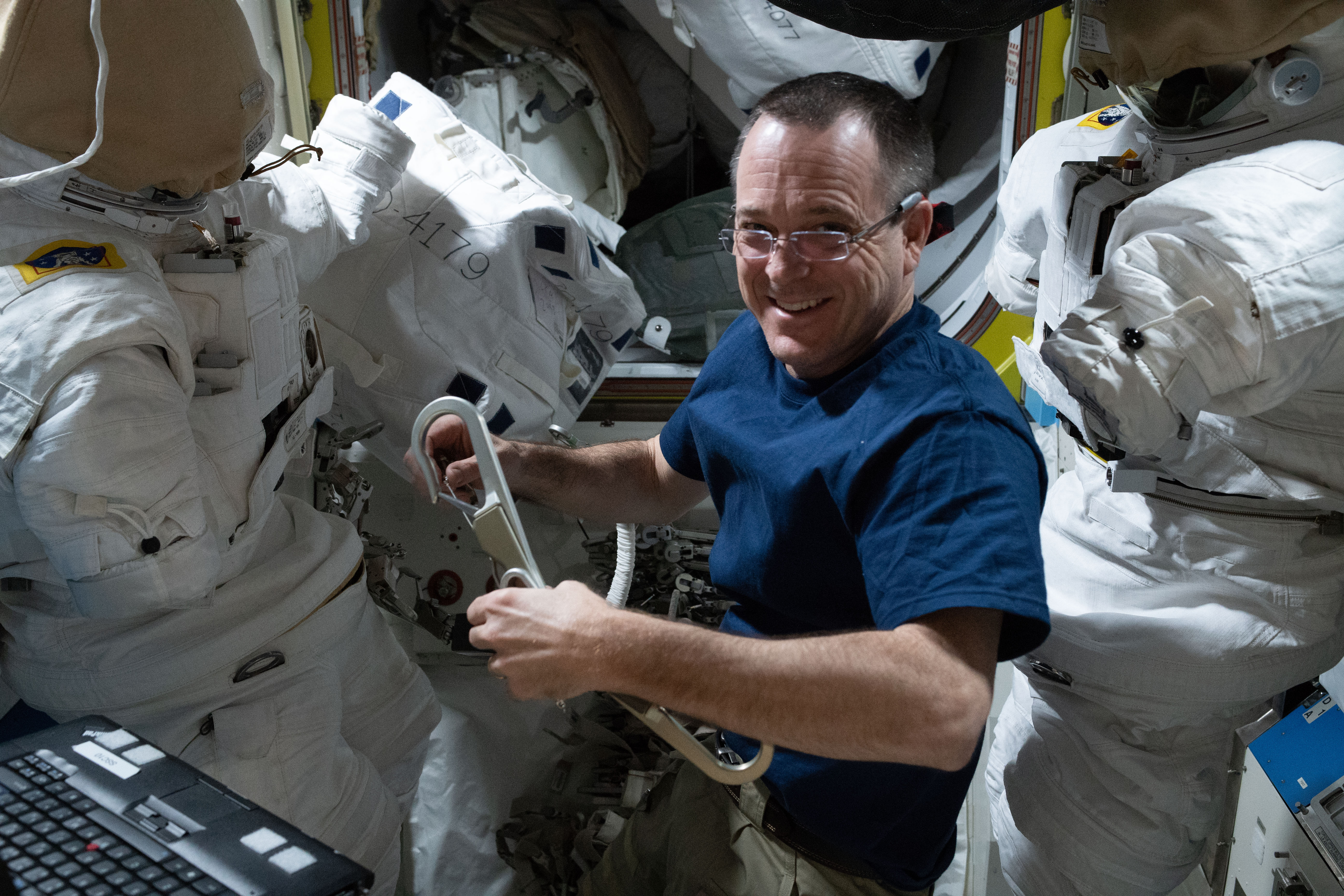
Inspeciona dos trajes espaciales.
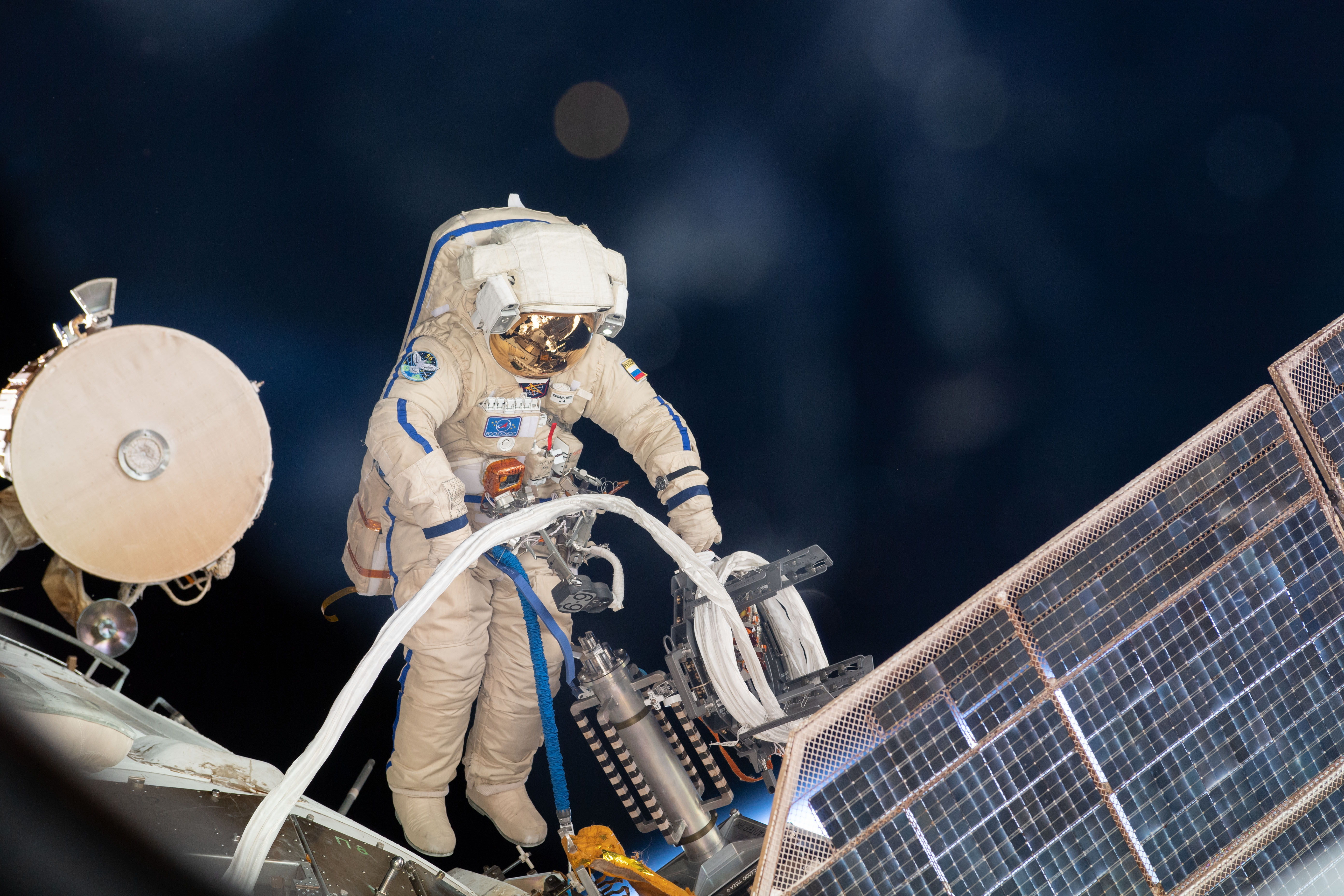
El cosmonauta Prokopyev trabaja en el exterior del módulo Zvezda.